# Anne Marie Bjerg
Anne Marie Bjerg (født 17. december 1937 i København) er en dansk forfatter og oversætter. 
Hun blev nysproglig student i 1956 fra Sankt Annæ Gymnasium og arbejdede derefter et år i Manchester. Cand.phil. i dansk fra Københavns Universitet i 1970. 

## Oversætter
Hun debuterede som oversætter i 1969 med Barry Englands "Skikkelser i et landskab" og har siden oversat over halvfems skønlitterære værker fra engelsk (heriblandt James Joyce, Virginia Woolf, Jane Bowles, Erica Jong, Anita Brookner og Anne Sexton) og svensk (heriblandt Kerstin Ekman, Theodor Kallifatides, Selma Lagerlöf, Agneta Pleijel, Göran Tunström og Per Wästberg). Fra 1973 til 1981 boede og arbejdede hun i Stockholm.

## Forfatterskab
I 1979 udgav Anne Marie Bjerg den selvbiografiske beretning "Kærlig hilsen, Signe – en historie", der beskriver hvordan det er for en mor at overlade forældremyndigheden over sit barn til faren efter en skilsmisse. Seks år senere debuterede hun som skønlitterær forfatter med novellesamlingen "Friste livet og andre moralske historier", der indeholder selvbiografiske træk. I 2000 udkom romanen "Vandfødt", ligeledes baseret på elementer af forfatterns eget liv. I 2007 udkom "På dansk ved … et essay om litterær oversættelse".

## Tillidshverv
- Medstifter af gruppen Kvindelige Forfattere i Dansk Forfatterforening (1979)
- Repræsentant for Dansk Forfatterforening og Danske Skønlitterære Forfattere i Dansk Sprognævn (1994-1999)
- Medlem af Dansk Sprognævns arbejdsudvalg (1997-1999)

## Hæder
- Det danske Akademis oversætterpris (1989)
- Dansk Oversætterforbunds ærespris (1991)
- Dansk-svensk kulturfonds kulturpris (1998)
- Lachmannska priset (1999)
- Svensk-Dansk Forfatterselskabs diplom (2003)
- Stiftelsen Natur & Kulturs översättarpris af Svenska Akademien (2004)
- Mårbackapriset (2012)
- Letterstedtska föreningens nordiska översättarpris (2012)
- Ridder af 1 kl. af Nordstjerneordenen (2016)

## Privatliv
Anne Marie Bjerg giftede sig i 1962, fødte en datter to år senere og blev skilt i 1970. Hun indgik atter ægteskab i 2000.